# Draba reptans
Draba reptans là một loài thực vật có hoa trong họ Cải. Loài này được (Lam.) Fernald mô tả khoa học đầu tiên năm 1934.